# نادیا داجانی
نادیا داجانی (انگلیسی: Nadia Dajani؛ زادهٔ ۲۶ دسامبر ۱۹۶۵) یک هنرپیشه اهل ایالات متحده آمریکا است. وی از سال ۱۹۹۰ میلادی تاکنون مشغول فعالیت بوده‌است.

## گزیدهٔ آثار

### فیلم
- بازی ۶ (۲۰۰۵)
- تصادفات شاد (۱۹۹۸)

### تلویزیون
- دو دختر بی‌پول (۲۰۱۵)
- ابتدایی (۲۰۱۴)
- قانون و نظم: واحد قربانیان ویژه (۲۰۱۳)
- سوتس (۲۰۱۲)
- همسر خوب (۲۰۱۲)
- بتی بی‌ریخته (۲۰۱۰–۲۰۰۹)
- زیاد ذوق‌زده نشو (۲۰۰۷)
- قانون و نظم (۲۰۰۶)
- سکس و شهر (۲۰۰۲)
- بال غربی (۲۰۰۰)